# ماسايا ساتو
ماسايا ساتو (باليابانية: 佐藤 将也) (مواليد 10 فبراير 1990)، هو لاعب كرة قدم ياباني سابق كان يلعب كمدافع.

## وصلات خارجية
- ماسايا ساتو على موقع رابطة كرة القدم اليابانية للمحترفين (اليابانية)
- ماسايا ساتو على موقع قاعدة بيانات كرة القدم.إي يو (الإنجليزية)
- ماسايا ساتو على موقع Soccerway.com (الإنجليزية)
- ماسايا ساتو على موقع عالم كرة القدم.نت (الإنجليزية)